# Florinda Meza
Florinda Meza García Gómez Bolaños (Juchipila, 8 de fevereiro de 1949) é uma atriz, cantora, roteirista, diretora e produtora mexicana. Tornou-se conhecida por ter interpretado diversas personagens dos seriados de Chespirito, sendo Dona Florinda, Pópis e Chimoltrúfia as mais conhecidas, além das diversas mocinhas em episódios de Chapolin Colorado.
Ela e Roberto Gómez Bolaños mantiveram um relacionamento de vinte e sete anos, vindo a se casarem oficialmente no ano de 2004, quando Meza adotou o sobrenome Gómez Bolaños. Florinda cuidou de Bolaños depois que o mesmo adoeceu, ficando ao seu lado até a morte deste, em 2014.

## Biografia
Nascida e criada na cidade de Juchipila, no estado de Zacatecas, México, teve uma infância difícil: Com a separação de seus pais, que, muito pobres, não puderam ficar com os filhos, e assim, Florinda, Hector e Esther tiveram de ser criados pelos avós, mas eles eram pouco cuidadosos e faziam ela e os irmãos sofrerem necessidades e humilhações. Isso desencadeou em Florinda uma personalidade forte e determinada a mudar sua situação de vida.
Guarda uma péssima recordação de infância: Antes da separação dos seus pais, Florinda morava com os irmãos, o pai e a mãe, como toda família, mas sua mãe passou a apresentar um comportamento diferente e foi constatado que ela sofria de esquizofrenia. Florinda contou essa triste história em um programa exibido pela rede mexicana Azteca - chamado "Histórias Engarzadas": Florinda Meza, que encarnou a personagem Dona Florinda, do humorístico Chaves, esclareceu algo que era um dilema para muitos dos seus fãs: A mudança no desenho do seu nariz. Segundo relatou, a sua mãe sofria de problemas neurológicos e, em uma crise violenta, jogou-lhe um ferro de passar, que quebrou o osso do seu nariz. Na época, ainda criança, Meza teve de ser submetida a uma cirurgia. Já adulta, a atriz teve problemas respiratórios, por sequelas daquela lesão, e passou por diversas cirurgias.
Na adolescência começou a perceber seu grande gosto e talento para artes cênicas. A sua vocação artística aflorou cedo e para concretizar seu sonho, foi à procura de emprego e trabalhou como modelo de comerciais para televisão por um período e depois como secretária em um escritório, para pagar os seus estudos, no caso o curso profissionalizante de artes dramáticas, na ANDA (Asociación Nacional de Actores).
Nessa época, sua avó já era viúva, e repentinamente morreu. Florinda sofreu muito mais que já havia sofrido, pois sua mãe estava internada em um hospício, e para piorar a situação, não tinha mais notícias de seu pai, que após a internação de sua mãe, foi embora com outra mulher. Sozinha e ainda jovem, teve de sustentar e criar os dois irmãos ainda crianças. Ela exerceu um verdadeiro papel de mãe para eles, já que era bem mais velha que os dois. Isso a fez lutar ainda mais por melhorias em sua vida profissional, e estava empenhada, fazendo curso de teatro e para pagar sua formação teatral, trabalhava com vendas no comércio mexicano. Ela sustentava os irmãos, cuidava, brigava e orientava, e os criou como seus filhos.
A sua evidente capacidade histriônica, ou seja, uma personalidade muito dramática, viva, forte e intensa, começou a ser percebida em seu curso de teatro. Além de uma capacidade incrível de decorar textos e atuar, ela passou a fazer aulas de dança e canto e conseguiu com muita facilidade dançar, cantar e interpretar ao mesmo tempo, para grande admiração dos professores.

## Carreira
Ao perceber seu grande talento, os professores passaram a enviar o nome dela para grandes empresas no ramo artístico e eis que em 1968 ela conhece o empresário e ator Roberto Gómez Bolaños, que lhe fez um inesperado convite: integrar-se à sua equipe de atores. Chespirito, como é conhecido, a convidou para trabalhar com ele em programas humorísticos que estava escrevendo. Atuar na TV com atores famosos seria um grande avanço na carreira de Florinda.

Florinda Meza caracterizada como Doña Florinda para o seriado El Chavo del Ocho.

A partir de então, tornou-se a estrela feminina dos programas, realizando diversas caracterizações. O seu primeiro trabalho com Chespirito foi em um esquete de "Don Juan Tenorio". Depois, interpretou a imortal Dona Florinda e a famosa Chimoltrúfia, a vizinha do Pancada, a enfermeira do doutor Chapatin e várias "mocinhas" no quadro do Chaveco. Mais tarde, a sua sobrinha Pópis. Nos episódios de Chapolin Colorado, quase sempre fazia o papel da mocinha.

## Vida pessoal

### Relacionamentos
Em 1977, durante uma turnê do elenco de Chaves no Chile, Florinda e Bolaños começaram a namorar e pouco depois assumiram que estavam juntos. Roberto se separou de sua primeira esposa, Graciela Fernández e foi morar junto com Florinda. Roberto e Florinda não tiveram filhos pois antes de conhecê-la, ainda casado com sua primeira esposa, Roberto havia realizado uma vasectomia, pois não desejava mais ser pai. Florinda sofreu muito ao saber disso, mas superou sua vontade de ser mãe participando da vida dos irmãos, que criou como filhos, e também dos sobrinhos, que ajudou seus irmãos a cuidar, e também conviveu de forma próxima com os filhos mais novos de Roberto, além de passar a se dedicar integralmente e intensamente a seu trabalho de atuar, cantar e dançar, sempre muito bem visto e apreciado. Como tinha tempo para se dedicar as atividades profissionais, se especializou, fazendo cursos e faculdades, e se tornou roteirista de cinema, produtora cultural e locutora em telenovelas e rádios.
Algum tempo depois que começaram a relação, Florinda descobriu que a vasectomia de Roberto era reversível e tentou convencê-lo a revertê-la para que eles tivessem um filho. Mas Roberto não quis, alegando que isso provocaria conflitos com os filhos que ele já tinha e que não suportaria o peso de amar mais esse filho com Florinda e menos os outros filhos dele. A resposta convenceu Florinda e ela desistiu de ter filhos com Roberto.
No dia 19 de novembro de 2004, Florinda e Roberto oficializaram sua união em um cartório, e comemoraram com uma grande festa num restaurante da Cidade do México.
Boatos insinuaram que um dos motivos da briga entre Roberto Gómez Bolaños e Carlos Villagrán foi porque eles sentiam paixão pela mesma mulher, Florinda, sendo que ela tinha namorado com Villagrán no início da série. Fãs do seriado acreditam que isso pode ter influenciado na saída de Villagrán do programa, em 1979. Entretanto, fatos e entrevistas dão conta de que a saída de Villagrán do programa se deu pela noção do ator de que seu personagem, Quico, era o mais popular da série e que, em carreira solo, poderia fazer mais sucesso que a série original. Apesar disso, nenhuma das séries realizadas por Villagrán após sua saída do elenco original de Chaves teve sucesso e o ator somente é lembrado pelos curtos anos de trabalho com Chespirito graças às reprises de Chaves na América Latina. Além disso, algumas pessoas do elenco, como María Antonieta de las Nieves e o próprio Villagrán, negaram que Bolaños e Villagrán brigaram pela Florinda.
Villagrán fez algumas declarações sobre o namoro que teve com Florinda. Villagrán disse que Florinda vivia atrás dele e que ele pediu ajuda de Bolaños para "dar um fora" nela. Ao ser perguntada sobre o assunto, Florinda se negou a responder qualquer pergunta sobre o Carlos Villagrán, alegando que isso seria dar audiência para ele. Ela também disse que Villagrán diz essas coisas apenas para chamar a atenção da mídia e manter sua fama. E finalizou dizendo:"Não vou falar disso porque você gostaria que eu seja promotora da imagem de alguém que não vale nem um centavo?", disse Florinda.
Florinda trabalhou em todos os cinco filmes de Chespirito, assim como na peça de teatro escrita por ele, "Títere" (1984), onde fazia o boneco Pinóquio. Participou também do programa Chespirito a partir de 1980 com personagens nos quadros de Los Caquitos (Chômpiras) onde interpretava a personagem Chimoltrúfia; em Los Chifladitos (Chaparron), onde era a Vizinha, além de "El Doctor Chapatín" (Dr. Chapatin), onde interpretava a Enfermeira. Chimoltrúfia obteve grande destaque devido às diferenças de características com Dona Florinda, e por tornar mais explícito seu talento como atriz. Dado o enorme sucesso dessa personagem, Florinda Meza lançou no mercado a revista semanal da Chimoltrúfia, que alcançou grande êxito editorial.
Começou a estudar para ser escritora e diretora de produções artísticas e mais uma vez obteve sucesso com novelas como "María de Nadie" (1985), "Milagro y Magia" (1991, onde também atuou), "La Dueña" (1995) e "Alguna Vez Tendremos Alas" (1997). Também atuou por mais de oito anos consecutivos no sucesso de teatro "11 y 12" - mais uma vez ao lado do marido. Chimoltrúfia foi a personagem que mais lhe dava prazer de interpretar.
Florinda havia parado suas atividades profissionais para cuidar de seu marido acamado, devido à idade avançada e à saúde fragilizada dele. Após a morte dele, ela sofreu muito. Depois de um tempo, Florinda começou a retomar suas atividades aos poucos. Voltou a fazer um trabalho como atriz em 2019, quando esteve no filme Dulce Família. Atualmente, viúva e morando sozinha, continua a se dedicar a uma enorme variedade de projetos culturais, viajando o mundo para participar de eventos e dar entrevistas. Declarou em entrevistas que mesmo recebendo a visita de seus irmãos e sobrinhos, e até dos filhos e netos de seu falecido marido, sente-se muito sozinha, com enormes saudades de seu único e grande amor, Roberto.

## Filmografia

### Cinema
| Ano  | Título                 | Papel              |
| ---- | ---------------------- | ------------------ |
| 2019 | Dulce Família          | Verónica Trujillos |
| 1988 | Musica de Viento       | Valentina          |
| 1984 | Charrito               | Filha do Xerife    |
| 1983 | Don Ratón y Don Ratero | Atadolfa           |
| 1982 | El Chanfle 2           | Tere               |
| 1979 | El Chanfle             | Tere               |

### Televisão
| Ano              | Título                                                   | Papel                                          |
| ---------------- | -------------------------------------------------------- | ---------------------------------------------- |
| 1970–92          | Chapolin Colorado                                        | Várias personagens                             |
| 1972–92          | Chaves                                                   | Dona Florinda / Pópis                          |
| 1972–73; 1980–95 | Chespirito                                               | Chimoltrúfia / Enfermeira / Várias personagens |
| 1979             | La Chicharra                                             | Cândida                                        |
| 1991             | Milagro y Magia                                          | Elisa                                          |
| 2000             | Viva el lunes                                            | Ela mesma                                      |
| 2000             | No contaban con mi astucia                               | Ela mesma                                      |
| 2004             | Premios Casandra                                         | Apresentadora                                  |
| 2005             | Chespirito: 35 años en el corazón de México              | Ela mesma                                      |
| 2008             | Miguel Galván... Una estrella del canal de las estrellas | Ela mesma                                      |
| 2012             | América celebra a Chespirito                             | Ela mesma                                      |

## Controvérsias

### Relação com Roberto Gómez Bolaños
Depois que Roberto e Florinda começaram a se relacionar em 1977, Roberto deixou que Florinda interferisse na direção e no roteiro de seus programas. Isso, porém, causou certo incômodo no elenco. Ramón Valdés decidiu sair do programa e um dos motivos disso foi o incômodo com a interferência de Florinda na direção. Já Rubén Aguirre contou que Roberto endeusava Florinda, de modo que era impossível fazer qualquer crítica a ela na frente dele.
Como Roberto ainda era casado com sua primeira esposa, Graciela, quando começou a se relacionar com Florinda, a atriz foi muito criticada por manter um caso com um homem casado. Florinda rebateu as alegações: "Eu não sou uma rouba maridos. Ele teve problemas com seu casamento e era bem conhecido por suas infidelidades". A atriz também recusou por cinco anos as investidas de Roberto, antes de decidir ficar com ele em 1977.
Quando Florinda e Bolaños davam entrevistas juntos, muitas vezes Florinda entrava no meio e falava mais do que Roberto. Isso incomodava os fãs e a imprensa, que acusavam Florinda de não deixar Roberto falar. Em 2018, Florinda falou sobre o assunto. Ela contou que Roberto tinha um problema de audição, escutava muito pouco e, por isso, ela e ele tinham um acordo em que, caso ela percebesse que Roberto não entendeu o que os outros falaram, ela poderia falar por ele, para dar tempo de ele tentar entender o que os outros falaram e responder em seguida. Ela também disse que não contou isso antes porque não queria expor os problemas de saúde de Roberto.
Em 2004, durante uma viagem ao Chile, Florinda e Bolaños deram uma entrevista juntos para a TVN, na qual falaram sobre o relacionamento deles. Na ocasião, Florinda disse que Bolaños tinha sete defeitos: a primeira esposa e os seis filhos dele. "Quando o conheci, ele tinha sete grandes defeitos: seis filhos e uma esposa. Se fossem meus, seriam maravilhosos, mas não sendo meus, eram um problema e um defeito". Florinda foi muito criticada por tal declaração.
Nos últimos anos de Roberto, muitos fãs tentaram visitá-lo em sua casa em Cancún, mas Florinda deixava pouquíssimos fãs entrarem na casa para visitá-lo, o que incomodava os fãs. Florinda alegava que Roberto estava muito debilitado e por isso não tinha condições de receber muitas visitas. Ela também tentava proteger Roberto, que não queria que a mídia o mostrasse com a saúde debilitada. Por isso, nos últimos anos de Roberto, Florinda também tentava manter a imprensa afastada dele. A atriz acabou ganhando uma má fama por proteger Roberto excessivamente e blindá-lo do assédio da imprensa e dos fãs.
Em 2012, Florinda empurrou e gritou com repórteres que tentaram falar com Bolaños num aeroporto da Cidade do México. Florinda disse que fez isso porque os repórteres estavam bloqueando a passagem e atrapalhando o oxigênio de Roberto (ele também sofria de problemas respiratórios).
Em 2014, durante o velório de Bolaños no Estádio Azteca, Florinda se irritou e discutiu com um cinegrafista. Ela ficou incomodada com a falta de espaço para soltar uma pomba.
Após a morte de Roberto, saiu uma notícia de que Florinda teria proibido visitas ao túmulo dele e instalado câmeras no cemitério para ficar monitorando a tumba. Mas Florinda sempre negou ter proibido visitas ao túmulo de Roberto. Em 2016, uma reportagem do SBT descobriu que essa história foi inventada pelos guardas do cemitério. Quando alguém vai ao local tentar visitar o túmulo de Roberto, os guardas do cemitério diziam que Florinda proibira visitas e monitora o local com câmeras. Se a pessoa insistir para visitar o túmulo, eles dizem que, em troca de dinheiro, podem desligar as câmeras por alguns minutos para que a pessoa visite o túmulo, sendo que as tais câmeras na verdade não existem. Ou seja, toda a história de que Florinda proibia visitas ao túmulo de Roberto foi inventada pelos guardas do cemitério afim de tirar dinheiro dos visitantes.
O filho de Roberto, Roberto Gómez Fernández, decidiu fazer uma série contando a vida de seu pai. Porém, Fernández não quis incluir Florinda na produção da série biográfica. Além disso, Fernández não pegou autorização da Florinda para usar a imagem dela na série e, segundo algumas fontes, Fernández estaria querendo retratá-la na série de uma forma ofensiva. Por causa disso, Florinda cogitou processar a produção da série. Em março de 2024, foram realizadas audiências para tentar chegar a um acordo. Os produtores conseguiram chegar a um acordo com Florinda, no qual foi decidido que ela teria o seu nome alterado na série para Margarita Ruiz.

### Declaração sobre Ramón Valdés
Em 2016, numa entrevista para o apresentador Gugu Liberato para o Programa do Gugu,  Florinda Meza contou que Ramón Valdés, que fazia o Seu Madruga em Chaves, era o único ator do elenco que teve problemas com drogas. A declaração teve grande repercussão em toda a América Latina. Florinda foi muito criticada por ter dito isso e acusada de tentar estragar a memória de Ramón. Alguns ex-integrantes do elenco, como Carlos Villagrán e Maria Antonieta de las Nieves, negaram que Ramón usou drogas e chamaram Florinda de mentirosa. Os filhos do ator ameaçaram processar Florinda, que se arrependeu de ter dito isso e pediu desculpas. Porém, essa não foi a primeira vez que o assunto foi falado. Alguns anos antes, o próprio Bolaños já havia dito que Ramón usava drogas, sem a mesma repercussão.

## Homenagens de Florinda
Em 2022, quando Pelé morreu, Florinda comentou em seu perfil no Twitter: "Sinto muito, meus queridos brasileiros...não há palavras. Pelé era uma lenda do futebol. Desejo que hoje ele esteja com meu Roberto, chutando uma bola e comemorando juntos um gol eterno".
Em 2024, Florinda prestou uma homenagem ao falecido apresentador brasileiro Sílvio Santos, dono do SBT e que foi responsável por trazer as séries de Bolaños para o Brasil. Em uma rede social, Florinda disse: "Silvio Santos, agradeço por abrir a porta da alegria aos meus amados brasileiros com os programas Chespirito. Esse legado e tudo que você fez ficará para sempre no coração do Brasil e no meu. Adeus, amigo e por favor dê um abraço no meu Roberto".

## Representando Chimoltrúfia
Florinda Meza interpretou também a personagem Chimoltrúfia em Chompiras, onde os personagens aparecem como ex-ladrões regenerados. Ela diz que esse foi um de seus papéis preferidos.
O nome completo da Chimoltrúfia é Maria Expropriação Petronilha Laspurian Torquemada de Botijão ou em espanhol María Expropiación Petronilla Lascurain y Torquemada de Botija. Chimoltrúfia é uma mulher de mais ou menos trinta e cinco anos, de classe social baixa, trabalhadora, sustenta a família. É muito honesta, respeitável, exigente e convicta. É sonhadora, idealista e vive feliz sem esperar nada dos outros, só espera ter saúde, um bom emprego que lhe permita viver do seu trabalho e talvez, de repente, tenha a sorte de algum dia ser contratada como cantora, porém canta muito mal e acha que canta muito bem. Ela é otimista, pura, ingênua e com uma marcante ignorância, que às vezes parece criança. Tem também um imenso sentido de justiça e sempre defende as coisas nobres e ajuda os inválidos na medida possível.
Roupas características: vestido simples; de manga curta e decote redondo, marrom de florzinhas azuis e também usa um avental amarelo.Usa meias velhas e coloridas.Os sapatos são brancos, rasteiros.
Frases características: "Por que eu vou dizer que não se é sim?"; "O que está pretendendo tratar de querer insinuar?"; "Olha, você vai me desculpar, mas você sabe que quando eu falo uma coisa, eu falo outra, assim é como tudo, tem coisas que eu nem sei! Eu tenho ou não tenho razão?"
Roberto Gómez Bolaños deixou os direitos autorais da personagem Chimoltrúfia para a Florinda. Em 2016, Florinda criou um canal no youtube, onde fez vídeos como a personagem.

## No Brasil
Florinda Meza veio ao Brasil pela primeira vez em novembro de 1981, junto com Roberto Gómez Bolaños e o elenco de Chaves. Na época, eles estavam realizando uma turnê no Paraguai e aproveitaram para visitar a cidade de Foz do Iguaçu, na fronteira com o Brasil. Nessa viagem, eles conheceram as Cataratas do Iguaçu.
Em fevereiro de 2015, Florinda Meza veio ao Brasil pela segunda vez, para dar uma entrevista no Programa do Ratinho sobre a morte de Chespirito. Foi a primeira entrevista dela após a morte do marido. A entrevista foi exibida ao vivo no dia 25 de fevereiro de 2015. Florinda também deu uma entrevista para Celso Portiolli no Domingo Legal.
Em abril de 2023, Florinda veio ao Brasil novamente, agora para participar de um evento chamado Festival da Boa Vizinhança, organizado pelo Educa Fest, em São Paulo. Foi a primeira vez que a atriz participou de um evento com fãs no Brasil.